# Servet Tazegül
Servet Tazegül (Norimberga, 26 settembre 1988) è un taekwondoka turco.

## Palmarès

### Giochi olimpici
- Bronzo a Pechino 2008
- Oro a Londra 2012

### Europei di taekwondo
- Oro a Campionati europei di taekwondo 2008
- Oro a Campionati europei di taekwondo 2010
- Oro a Campionati europei di taekwondo 2012
- Oro a Campionati europei di taekwondo 2014
- Oro a Campionati europei di taekwondo 2016